# DBZ

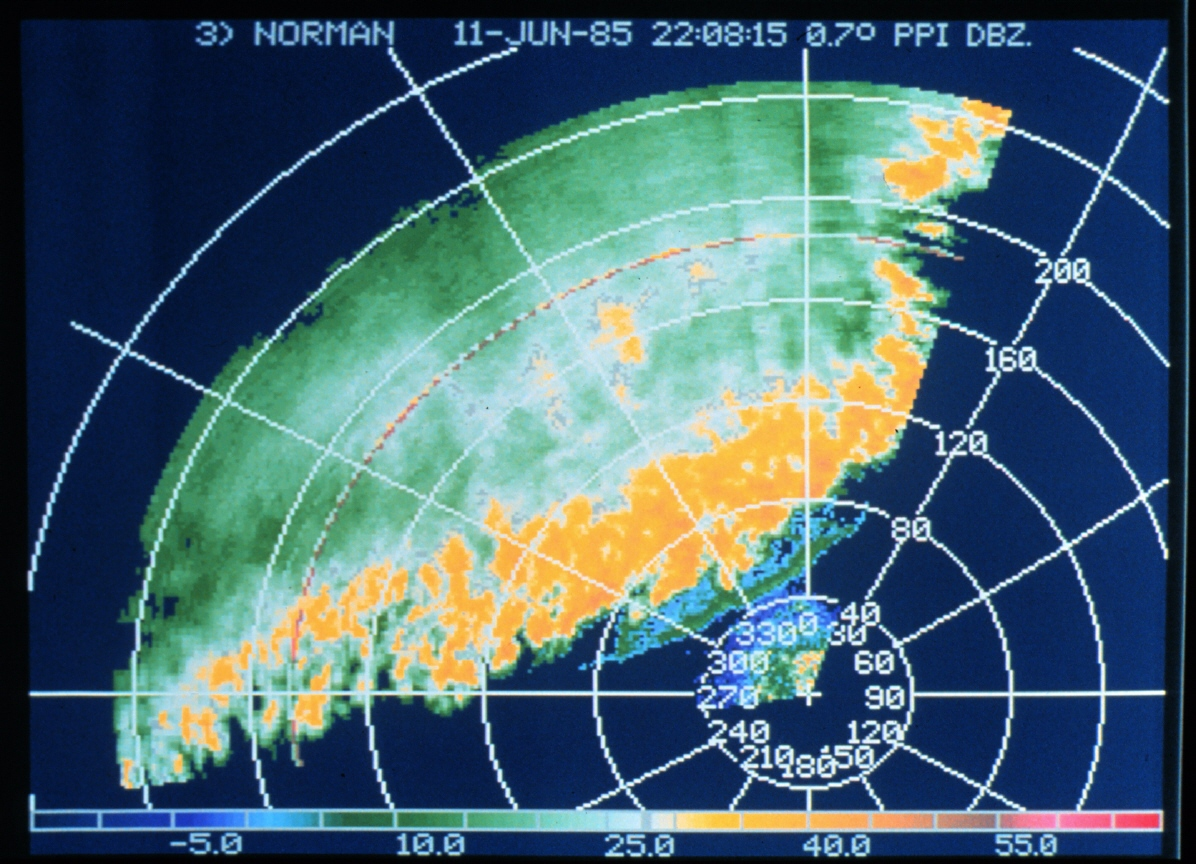
一個雷達迴波圖像。其將雷達迴波值以dBZ為單位繪製，圖片以不同色彩表示不同的dBZ量值

dBZ是一個與特定參數Z值來描述雷達反射率之比例的單位，與分貝類似，為對數無因次量，主要用於描述雷達迴波的強度，尤其是氣象雷達用於度量大氣中特定區域的降水粒子（雨、雪、冰雹等）的多寡，一般為比較反射自遠方物體（在每立方公尺中的mm6量）的雷達訊號之等效反射率與直徑1毫米雨滴的反射量。由於單位體積的降水粒子數量與降水粒子直徑的六次方成比例，因此可以用來估計雨、雪、冰雹等的降水強度。以其他的變數來分析雷達回波的訊號則可以確定降水的類型。

## 原理
雲層的雷達反射率（Z）仰賴於反射物（降水粒子）的數量（N）及其大小（D），其包括了雲滴、雨、雪、霰以及冰雹等。可由下面積分式子表示：
{\displaystyle Z=\int _{0}^{Dmax}N_{0}e^{-\Lambda D}D^{6}dD}
如雨滴的半徑約在1毫米的尺度，則Z的單位十分特別mm6/m3 （μm3）。將Z與1毫米的雨滴在一立方公尺的範圍中的等量回波值（Z0）相除，會得到其比值，但由於極小的雨滴如雲滴和極大的冰雹或冰晶差異懸殊，因此再將值加以取對數，即得到無因次量dBZ：
{\displaystyle dBZ\propto 10\,\log _{10}{\frac {Z}{Z_{0}}}}
dBZ值也可以藉由馬歇爾-帕爾默公式（英語：Marshall-Palmer formula）換算為時雨量：
{\displaystyle {\frac {\mathrm {mm} }{\mathrm {hr} }}=\left({\frac {10^{(dBZ/10)}}{200}}\right)^{5 \over 8}}
當dBZ值小於零時表示雖有凝結形成降水粒子，但是幾乎不降水；20以下為起霧狀態，超過二十就是感受得到的小雨，如毛毛雨，30以下都是小雨，45以上為豪雨或雷雨等級。若是降冰雹，則其值會在55dBZ以上。

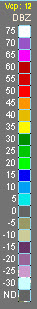
NOAA雷達迴波圖的圖例，單位dBZ

| dBZ | 時雨量 (mm/h) | 時雨量 (in/hr) | 強度            |
| --- | ------------- | -------------- | --------------- |
| 0   | 0.036         | < 0.01         | 難以察覺        |
| 5   | 0.07          | < 0.01         | 難以察覺        |
| 10  | 0.15          | < 0.01         | 薄霧            |
| 15  | 0.32          | 0.01           | 霧              |
| 20  | 0.65          | 0.02           | 毛毛雨          |
| 25  | 1.33          | 0.05           | 小雨            |
| 30  | 2.73          | 0.10           | 小到中雨        |
| 35  | 5.62          | 0.22           | 中雨            |
| 40  | 11.53         | 0.45           | 中雨            |
| 45  | 23.68         | 0.92           | 中到大雨        |
| 50  | 48.62         | 1.8963         | 大雨            |
| 55  | 99.85         | 3.89           | 暴雨/小冰雹     |
| 60  | 205.05        | 7.9975         | 大暴雨/中等冰雹 |
| 65  | 421.07        | 15.6           | 特大暴雨/大冰雹 |